# Plegafulles bec-recte
El plegafulles bec-recte (Clibanornis rectirostris) és una espècie d'ocell de la família dels furnàrids (Furnariidae).
Habita a canyars i herba alta prop de l'aigua a les terres baixes del sud-est del Brasil, sud i est d'Uruguai i nord-est de l'Argentina.